# The Complete Nebula Award-Winning Fiction
The Complete Nebula Award-Winning Fiction est un recueil de novelettes et de romans courts de 1986 de l'écrivain afro-américain Samuel R. Delany. La collection comprend les œuvres de Delany qui ont remporté un Nebula Award.

## Recueil
(en) The complete Nebula Award-winning fiction, Toronto, Bantam Books, 1986, 425 p. (ISBN 9780553256109, lire en ligne)

## Contenu
- Babel 17 (Babel-17), prix Nebula du meilleur roman[1]', ex-aequo avec Des fleurs pour Algernon de Daniel Keyes, 1966.
- L'Intersection Einstein (A Fabulous, Formless Darkness ou The Einstein Intersection ), prix Nebula du meilleur roman[1], 1967.
- …et pour toujours Gomorrhe (Aye, and Gomorrah...), prix Nebula de la meilleure nouvelle courte[1], 1967.
- Le Temps considéré comme une hélice de pierres semi-précieuses (Time Considered as a Helix of Semi-Precious Stones), prix Nebula de la meilleure nouvelle courte[1], 1966
- Forward to an Afterword.
- Afterword: A Fictional Architecture that Manages Only with Great Difficulty Not Once to Mention Harlan Ellison